# شيلدون مالوري
شيلدون مالوري (بالإنجليزية: Sheldon Mallory)‏ هو لاعب كرة قاعدة أمريكي، ولد في 16 يوليو 1953 في سويت في الولايات المتحدة.

## وصلات خارجية
- شيلدون مالوري على موقعبيزبول رفرنس.كوم (الدوري الرئيسي) (الإنجليزية)
- شيلدون مالوري على موقعبيزبول رفرنس.كوم (الدوري الثانوي) (الإنجليزية)